# Китайский национальный музей чая
Китайский национальный музей чая, посвящённый различным аспектам китайской чайной культуры, открылся в апреле 1991 года в чайной столице Китая — городе Ханчжоу (провинция Чжэцзян). Окружённые со всех сторон чайными плантациями, музейные экспозиции раскинулись на площади 3,7 га. В музее можно не только осмотреть чайники, чашки и прочие принадлежности чайных церемоний 2000-летней давности, но и самому принять участие в одной из предлагаемых чайных церемоний.

## Музейная экспозиция
Здание музея выполнено в традиционном китайском стиле и гармонично вписывается в окружающее пространство. Перед входом установлена статуя Лу Юя — знаменитого чайного мастера. Непосредственно музей чая состоит из нескольких выставочных залов:
- Зал истории знакомит посетителей с историей чая, этапами его выращивания, особенностями производства в разные исторические периоды Китая.
- Зал чайной посуды и сопутствующих предметов посвящен изучению процесса приготовления и потребления чая. В этом зале можно увидеть заварочные чайники, блюдца, ложки и прочую утварь изготовленную из самых разных материалов: меди, серебра, золота, слоновой кости, керамики, нефрита. Возраст некоторых экспонатов, выставленных в зале, составляет не одну тысячу лет.
- Зал чаеводства даёт информацию о строении растения, чудесных свойствах напитка, способах хранения чая. Кроме этого, демонстрируются видеозаписи и фотографии зарубежных лидеров, деятелей культуры и прочих знаменитостей, побывавших в музее.
- Зал калейдоскопов рассказывает о многообразии чая в мире. Здесь, в специальных стеклянных контейнерах, позволяющих рассмотреть каждый листочек в мельчащих деталях, хранятся около 300 сортов растения со всех уголков земного шара.
- Зал обычаев, связанных с чаем, раскрывает перед посетителями тонкости чайных традиций и чайного этикета. Здесь можно узнать об особенностях культуры чая в провинциях Юньнань, Сычуань, Фуцзянь, Гуандун и в Тибетском автономном районе. Особое внимание уделяется чайной культуре в эпоху правления династии Мин и династии Цин.

Вся экспозиция музея интерактивна. В каждом выставочном зале расположены информационные сенсорные терминалы, которые помогают посетителям найти дополнительную информацию о любом экспонате. Особый интерес вызывает действующий механизм для скручивания чая. Он предназначен для одновременного скручивания четырёх мешков с чайным листом вместо привычного одного. В противоположность ему в музее смонтирована модель современной производственной линии, аналогами которой оснащены заводы и мануфактуры в чайной индустрии.
Кроме выставочных залов, на территории музея расположены: «Центр обмена чая», обучающий центр «Школа чайной культуры», чайная библиотека, несколько десятков залов для чайных церемоний, лекционно-концертный комплекс и ресторан.

## Фотогалерея

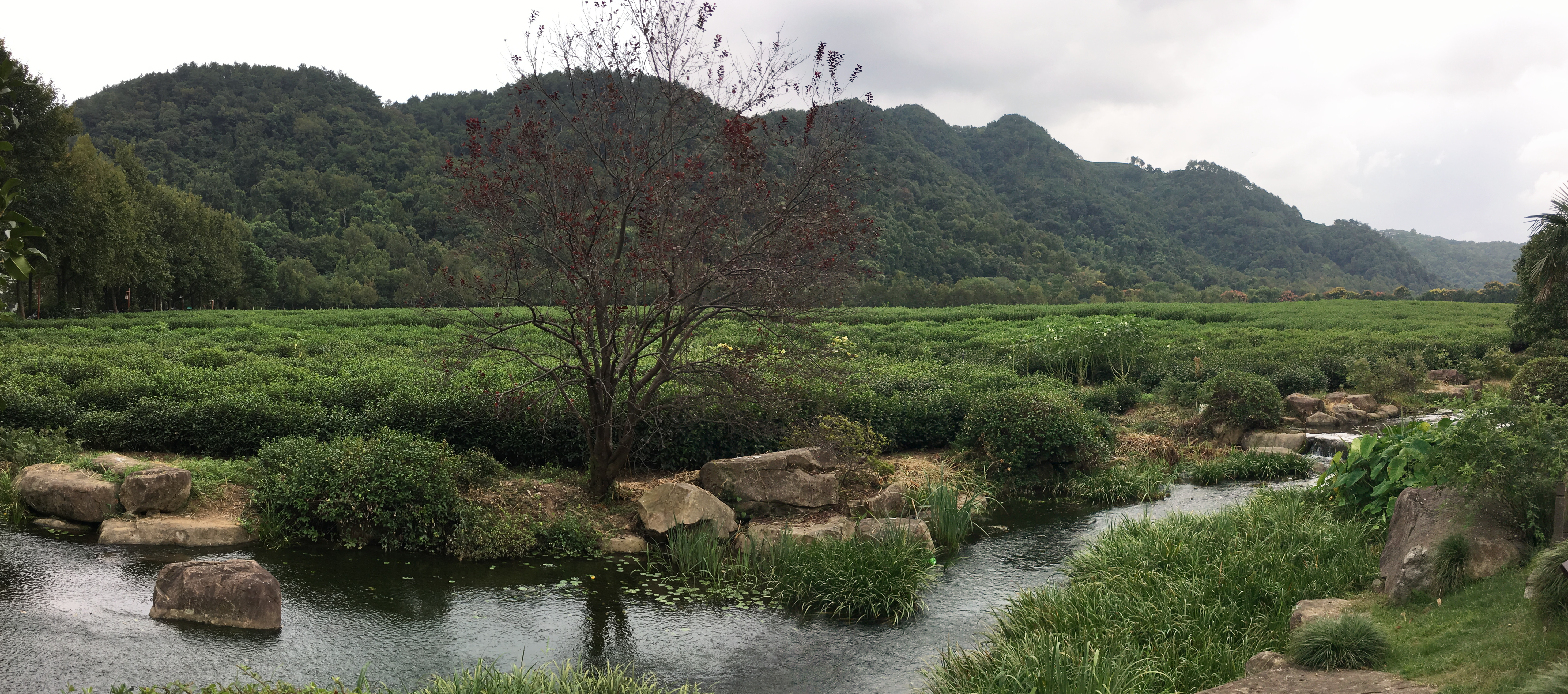
Чайные плантации
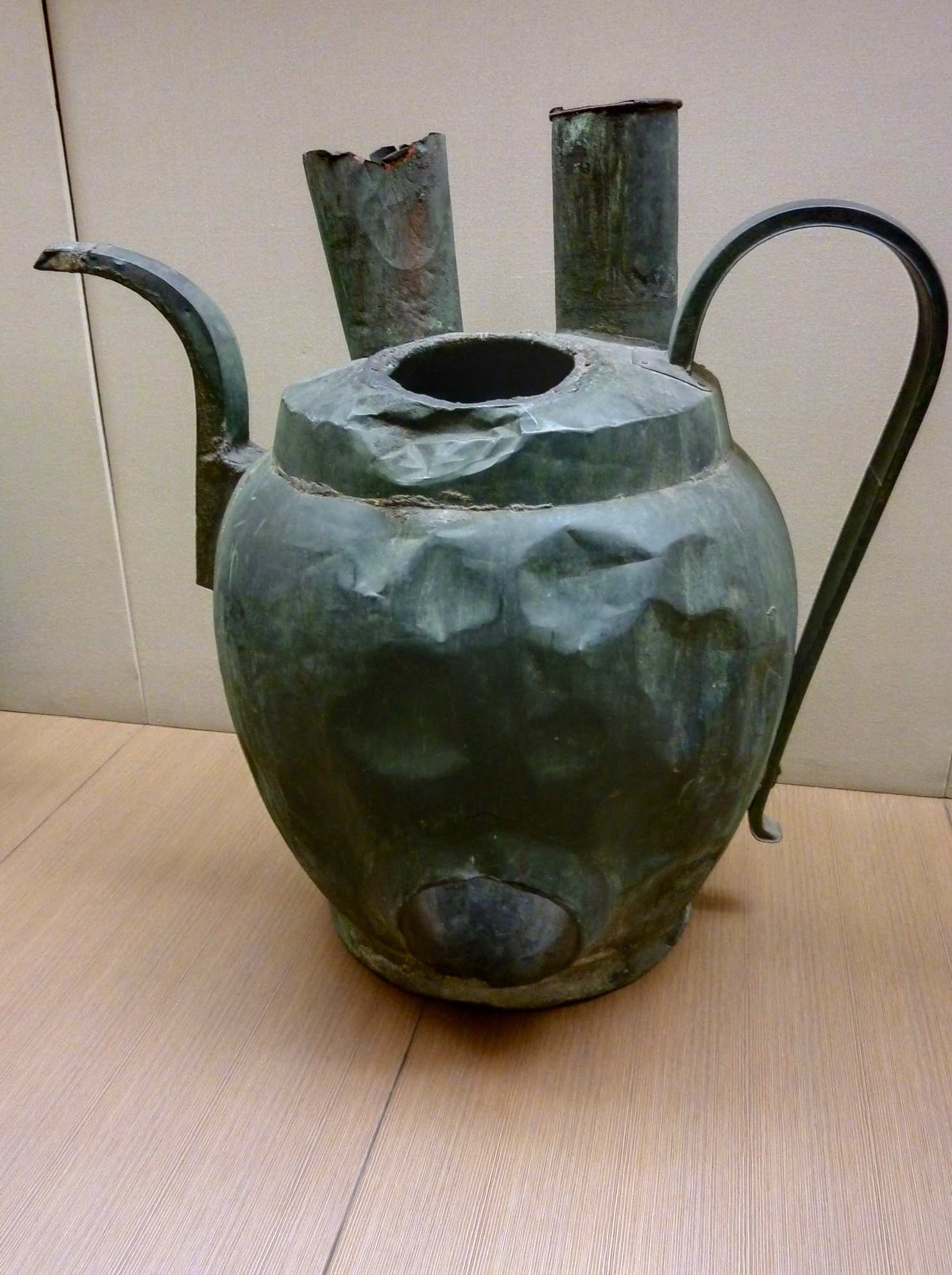
Заварочный чайник
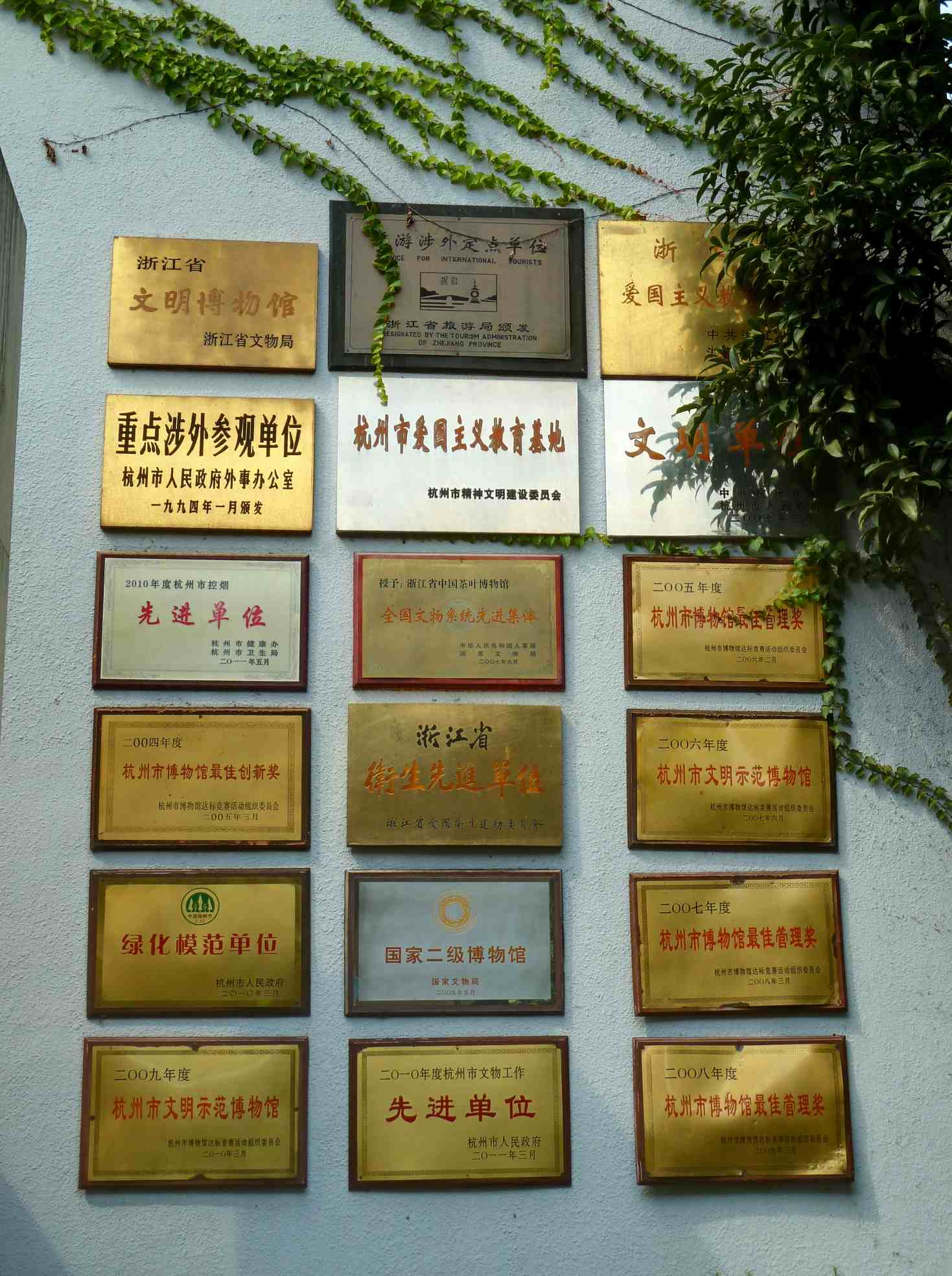
Вход в музей
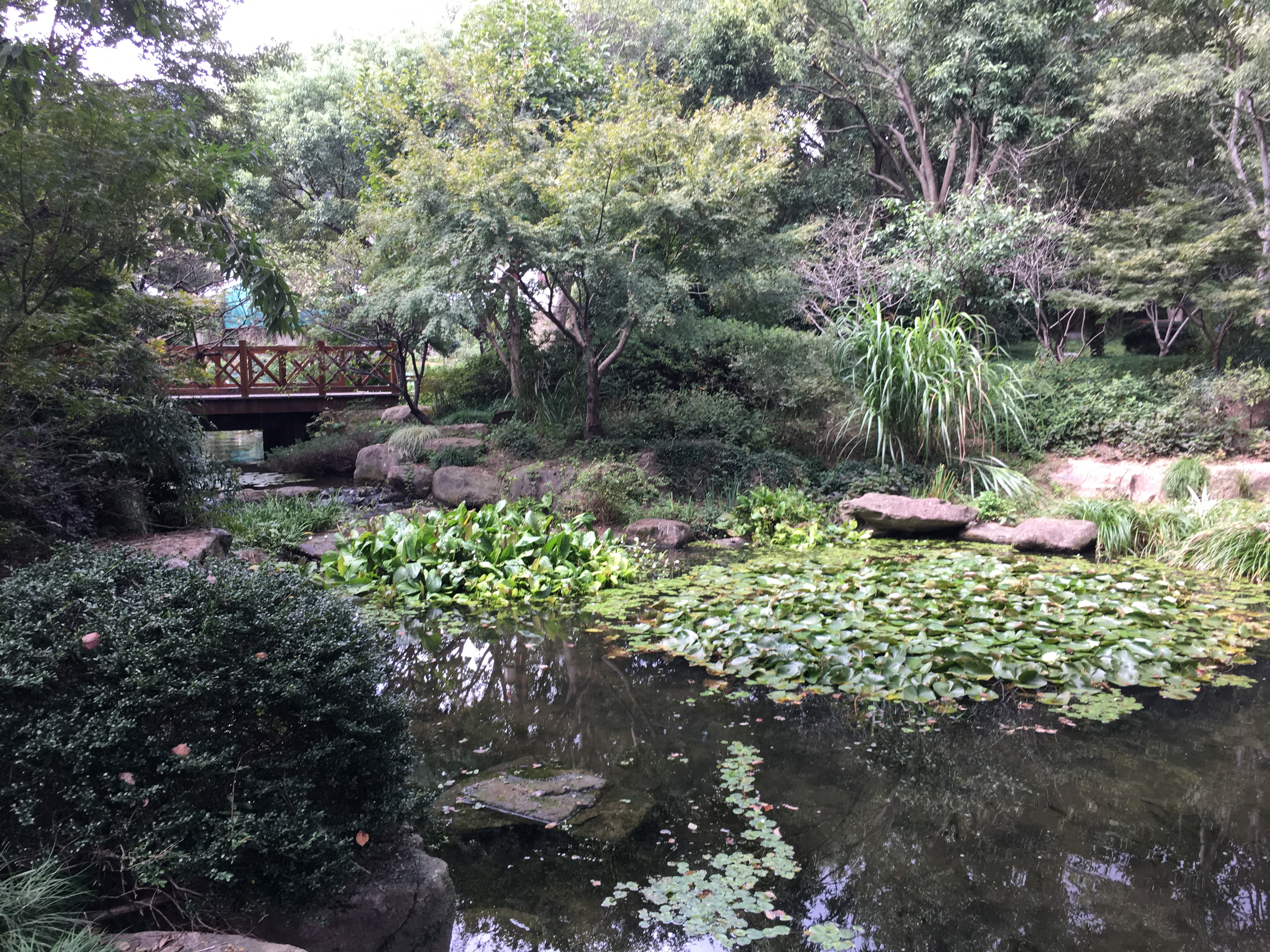
Пруд с «золотыми рыбками»